# 在黑夜與冰山
《在黑夜與冰山》（德語：In Nacht und Eis；也被稱為Der Untergang der Titanic）是一齣 1912年6月拍攝並在同年上畫的德國電影，講述同年4月15日鐵達尼號在大西洋沉沒的經過。

## 電影公司
此片由德國柏林的大陸電影公司製作。

## 拍攝
此片大部分鏡頭在柏林片廠拍攝，但部分片段在1912年6月的夏季在德國城市漢堡的船塢及遠洋郵輪奥古斯特·维多利亚號拍攝，約請了三十位演員。
柏林消防局為片廠提供水，以便拍攝船隻下沉片段。電影公司特地製造一艘縮小版的鐵達尼號模型，用於拍攝從船外觀看鐵達尼號下沉的橋段。此片有不少橋段是虛構，如片中鐵達尼號下沉時，煙囪冒火，鍋爐房爆炸，乘客同唱聖詩等場面。雖然拍攝的科技遠不及鐵達尼號，但片長已達35分鐘，遠超同期默片，在當時的拍攝技術而言也算高超。

## 遺失
1914年，第一次世界大戰爆發，德國進入戰爭狀態，《在黑夜與冰山》一如同時代其他默片，也被認為永久遺失，無法被尋回。

## 重見天日
在1998年2月初，一名德國電影收集者突然發現自己有此片的私人珍藏，遂將該片公開，並廣為全球媒體報道。現時，此片的不同鏡頭可見於紀錄片鐵達尼號以及網路視訊，如YouTube。

## 片中重大錯誤
- 事實上，鐵達尼號船長並無在沉船前一夜參與位於巴黎咖啡廳的晚宴，而是在 A la carte 餐廳參與晚上派對。

- 事實上，鐵達尼號船首只有一枝桅桿，但在片中，船頭卻出現三枝桅桿，分別是中間的主桅桿和兩側用於支撐的桅桿。

- 事實上，樂隊並無在巴黎咖啡廳演出，而是在頭二等艙的晚餐間演出。

- 事實上，鐵達尼號的散步甲板只位於A層並且在近船頭處閉合，但片中出現三層散步甲板，位於A 至 C 層，且所有部分均和奧林匹克號一樣，不存在閉合結構。

- 事實上，鐵達尼號的瞭望台沒有望遠鏡，此儀器卻在電影出現。

- 事實上，鐵達尼號的無線電通訊室並無窗戶，但片中的無線電室卻有一扇窗。

## 外部連結
- 豆瓣电影上《在黑夜与冰山》的資料 （简体中文）
- 互联网电影数据库（IMDb）上《In Nacht und Eis》的资料（英文）
- http://www.youtube.com/watch?v=sntH3u6l_ic  Youtube: In Nacht und Eis(in part)